# Heffron Drive Summer Tour 2016
Heffron Drive Summer Tour 2016, o simplemente HD Summer Tour, es la séptima gira de conciertos del dúo Heffron Drive. La gira se inició oficialmente el 25 de junio en California (Estados Unidos). La gira incluye ciudades en Estados Unidos así como la vuelta de la banda a Italia. La gira fue anunciada por Kendall Schmidt a través de su sitio web oficial.

## Teloneros
- Gavin Becker (3 al 6 de agosto)
- This Is All Now (24 al 27 de agosto)

## Listas de canciones

### Heffron Drive Setlist
- Intro
- Better Get To Movin
- Division Of The Heart
- Rain Don't Come
- Happy Mistakes
- Art Of Moving On
- Had To Be Panama
- Passing Time
- Don't Let Me Go
- Nicotine
- Everything Has Changed
- One Track Mind (Tocada desde 6 de agosto)

- Parallel
- Outro

## Fechas previas del Tour
| Día         | Ciudad           | País           | Lugar                |
| ----------- | ---------------- | -------------- | -------------------- |
| 25 de junio | Philadelphia, PA | Estados Unidos | Splash Kingdom       |
| 12 de julio | Ischia           | Italia         | Ischia Film Festival |
| 23 de julio | Venice Beach, CA | Estados Unidos | Road To Rio          |

## Fechas del Tour
| Día          | Ciudad           | País           | Lugar             |
| ------------ | ---------------- | -------------- | ----------------- |
| 3 de agosto  | Pittsburgh, PA   | Estados Unidos | Mr. Smalls        |
| 4 de agosto  | Cleveland, OH    | Estados Unidos | Wilbert's         |
| 5 de agosto  | Detroit, MI      | Estados Unidos | The Crofoot       |
| 6 de agosto  | Chicago, IL      | Estados Unidos | Reggies Rock Club |
| 9 de agosto  | Saint Cloud, MN  | Estados Unidos | Mix 94.9          |
| 10 de agosto | Saint Paul, MN   | Estados Unidos | Amsterdam Bar     |
| 11 de agosto | Des Moines, IO   | Estados Unidos | Iowa State Fair   |
| 12 de agosto | Des Moines, IO   | Estados Unidos | Iowa State Fair   |
| 18 de agosto | Riccione         | Italia         | Play Hall         |
| 19 de agosto | Gaeta            | Italia         | Arena Virgilio    |
| 21 de agosto | Gallipoli        | Italia         | Parco Gondar      |
| 24 de agosto | Boston, MA       | Estados Unidos | Mid East Club     |
| 25 de agosto | Amityville, NY   | Estados Unidos | Revolution        |
| 26 de agosto | Nueva York, NY   | Estados Unidos | Webster Hall      |
| 27 de agosto | Philadelphia, PA | Estados Unidos | The Foundry       |

## Fechas del Tour canceladas
| Fecha        | Ciudad          | País           | Lugar         | Motivo |
| ------------ | --------------- | -------------- | ------------- | ------ |
| 14 de agosto | Kansas City, MO | Estados Unidos | The Riot Room | -      |